# Liste der Stolpersteine in Berlin-Waidmannslust
Die Liste der Stolpersteine in Berlin-Waidmannslust enthält die Stolpersteine im Berliner Ortsteil Waidmannslust im Bezirk Reinickendorf, die an das Schicksal der Menschen erinnern, die im Nationalsozialismus ermordet, deportiert, vertrieben oder in den Suizid getrieben wurden. Die Spalten der Tabelle sind selbsterklärend. Die Tabelle erfasst insgesamt sechs Stolpersteine und ist teilweise sortierbar; die Grundsortierung erfolgt alphabetisch nach dem Familiennamen.
| Bild | Name               | Standort                 |      | Verlegedatum  | Leben |
| ---- | ------------------ | ------------------------ | ---- | ------------- | --- |
|      | Else Arian         | Gutachstraße 14          | Lage | März 2010     | |
|      | Siegfried Arian    | Gutachstraße 14          | Lage | März 2010     | |
|      | Isidor Balschowski | Nimrodstraße 43          | Lage | März 2010     | Isidor Balschowski wurde am 22. Juni 1886 in Pötschkehmen geboren. In Berlin wohnte er zuletzt in der Nimrodstraße 92, die seit einer Neuordnung der Hausnummern im Jahr 1939 die Nummer 43 ist. Vorher wohnte er in der Blankenfelder Straße 7 in Berlin-Französisch Buchholz. Er plante bereits seine Flucht, als er in der Nacht zum 28. Mai 1942 festgenommen wurde. Seine Festnahme folgte im Rahmen einer „Sonderaktion“ als Reaktion auf den Brandanschlag der Widerstandsgruppe um Herbert Baum auf die Propaganda-Ausstellung Das Sowjet-Paradies. Balschowski wurde direkt nach seiner Verschleppung ins KZ Sachsenhausen dort ermordet. |
|      | Arthur Moritz Cohn | Waidmannsluster Damm 119 |      | 8. Aug. 2014  | Arthur Moritz Cohn kam am 8. Juli 1894 als Sohn von Leopold und Harriet Cohn zur Welt. Nach dem Abitur am Humboldt-Gymnasium in Berlin-Tegel studierte er in Göttingen und Berlin. Er war Soldat im Ersten Weltkrieg und legte 1921 seine Lehramtsprüfung ab. 1919 wurde seine Tochter Irene geboren; die Mutter starb und Cohn ließ später das uneheliche Kind für ehelich erklären. 1926 wurde er zum Studienrat an der 6. Oberrealschule in Berlin-Wedding ernannt. 1933 wurde er am 1. April beurlaubt und zum 15. September aufgrund des Berufsbeamtengesetzes in den Ruhestand versetzt. 1937 heiratete er Meta Gutmann, eine Lehrerin der jüdischen Gemeinde. Er verkaufte sein Elternhaus in der Waidmannstraße und zog zu ihr nach Berlin-Charlottenburg. In der Reichspogromnacht wurde er verhaftet, im KZ Sachsenhausen interniert und nach sechs Wochen wieder entlassen. Im August 1940 waren seine Frau und er gezwungen, sich einem illegalen Transport nach Palästina anzuschließen: Über Wien ging es nach Pressburg, von dort per Schiff die Donau hinab zum Schwarzen Meer. Dort bestiegen sie die Pacific, die sie nach Palästina brachte. Von der britischen Mandatsregierung wurden sie jedoch nicht an Land gelassen, sondern mussten die MS Patria besteigen, die sie mit hunderten anderen Flüchtlingen nach Mauritius deportieren sollte. Die jüdische Widerstandsgruppe Hagana wollte dies verhindern und das Schiff mit Sprengstoff seeuntüchtig machen. Sie verwendeten jedoch zu viel Sprengstoff, weshalb das ganze Schiff explodierte und 270 Menschen den Tod fanden, unter ihnen auch Arthur Cohn. Seine Frau wurde mit den anderen Überlebenden an Land gebracht; sie verstarb 1984 in Tel Aviv. Seine Tochter wanderte nach Paraguay aus und lebte später in England und Berlin. |
|      | Albert Liebert     | Dianastraße 40           |      | 24. Sep. 2016 | |
|      | Gertrud Liebert    | Dianastraße 40           |      | 24. Sep. 2016 | |